# Marcel Pourbaix
Marcel Pourbaix (* 16 de Setembro de 1904 em Michega, Oblast de Tula, Rússia; † 28 de Setembro de 1998 em Uccle/Ukkel, Bélgica) foi um eletroquímico belga que desenvolveu os diagramas que foram batizados em sua homenagem.

## Biografia
Marcel Pourbaix estudou na Universidade Livre de Bruxelas obtendo o diploma de engenheiro civil mecânico e elétrico, seção química e eletroquímica em 1927. Concebeu em 1938 os diagramas potencial-pH que o tornaram célebre. Obteve em 1945 o doutorado na Universidade Técnica de Delft com a monografia Thermodynamique des solutés dilués. Représentation graphique du rôle du pH et du potentiel (Termodinâmica dos solutos diluídos. Representação gráfica do papel do pH e do potencial), e tornou-se agregado do ensino superior em físico-química aplicada na Universidade livre de Bruxelas neste mesmo ano. Em 1968, foi nomeado professor extraordinário e em 1978 professor honorário.
Durante os anos 50 e o início dos anos 60, editou com seus colaboradores o Atlas des équilibres électrochimiques (Atlas de equilíbrios eletroquímicos) apresentando os diagramas potencial-pH de um grande número de espécies químicas. Estes diagramas indicam os domínios de existência ou estabilidade de uma espécie química em função do potencial eletroquímico e do pH.
Foi um dos fundadores, em 1949 do Comité International de Thermodynamique et Cinétique Électrochimiques, que transformou-se em 1971 na Sociedade internacional de eletroquímica, e da comissão de eletroquímica da União Internacional de Química Pura e Aplicada (IUPAC) em 1952.
Foi casado com Marcelle Pourbaix-Trojan, escultora, com quem teve três filhos.

## Trabalhos
- Atlas des équilibres électrochimiques (1963)
- Atlas of Electrochemical Equilibra (1966)
- Atlas des équilibres électrochimiques dans des milieus aquatiques (1970)
- Atlas of Electrochemical Equilibria in Aqueous Solutions (1974)
- Atlas of Electrochemical Equilibria in the Presence of a gaseous Phase (1994)